# 瑟洛姆
瑟洛姆（法語：Selommes，法語發音：[səlɔm]）是法国卢瓦-谢尔省的一个市镇，属于旺多姆区。

## 地理
瑟洛姆（47°45'21"N, 1°11'31"E）面积28.01 平方千米，位于法国中央-卢瓦尔河谷大区卢瓦-谢尔省，该省份为法国中北部省份，北起厄尔-卢瓦省，东北接卢瓦雷省，东南接谢尔省，南至安德尔省，西南接安德尔-卢瓦尔省，西北接萨尔特省。
与瑟洛姆接壤的市镇（或旧市镇、城区）包括：博斯地区尚皮尼、库洛米耶拉图尔、费埃、佩里尼、罗东、维勒马尔迪、维勒特兰、新乌克。

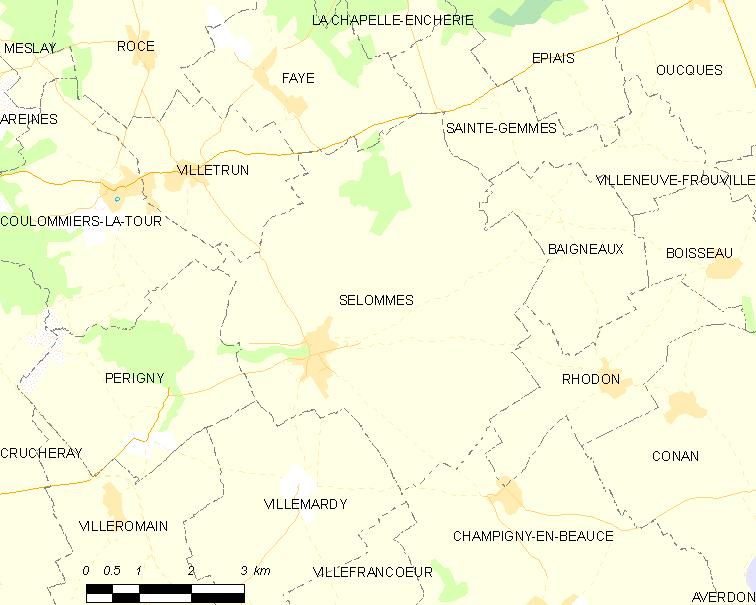
瑟洛姆的OSM定位图

瑟洛姆的时区为UTC+01:00、UTC+02:00（夏令时）。

## 行政
瑟洛姆的邮政编码为41100，INSEE市镇编码为41243。

## 政治
瑟洛姆所属的省级选区为卢瓦河畔蒙图瓦尔县。

## 人口

1962-2008年间瑟洛姆人口变化图示

瑟洛姆于2022年1月1日时的人口数量为795人。